# مراد دالتابان
مراد دالتابان (به ترکی استانبولی: Murat Daltaban) با نام اصلی مراد اسماعیل رئوف دالتابان بازیگر اهل ترکیه است.

## زندگی‌نامه و تحصیلات
دالتابان در ۵ مه ۱۹۶۶ در آنکارا متولد شد. او در دانشگاه METU در رشته مهندسی معدن تحصیل کرده‌است و همچنین در سال ۱۹۹۲ در رشته تئاتر از دانشگاه آنکارا فارغ التحصیل شده‌است.

## حرفه
دالتابان از سال ۱۹۹۹ فعالیت خود را آغاز کرد وی در فیلم‌ها و تئاترهای زیادی ایفای نقش پرداخته است و خیلی از تئاترها را کارگردانی کرده‌است. از آثاری که وی در آن‌ها شرکت داشته می‌توان به پویراز کارایل، گناه فاطماگل چه بود؟ و غم هجران اشاره کرد.

## زندگی شخصی
دالتابان در سال ۲۰۰۵ با اوزلم دالتابان که بازیگر تئاتر است ازدواج کرده و حاصل این ازدواج یک فرزند پسر است.